# Сестри Хон
Хон Чон Ин (кор. 홍정은, ханча: 洪貞恩; нар. 1974) і Хон Мі Ран (кор. 홍미란, ханча: 洪美蘭; нар. 1977), спільно відомі як сестри Хон (кор.: хангиль: 홍자매, ханча: 洪姊妹, НЛ: Hong Jamae), — є південнокорейськими телевізійними сценаристами, які зараз під менеджментом Studio Dragon. Разом вони написали популярні романтичні комедії, зокрема «Моя дівчина» (2005), «Ти прекрасний» (2009), «Моя дівчина — куміхо» (2010), «Величне кохання» (2011), «Повелитель сонця» (2013), «Корейська одіссея» (2018), «Готель дель Луна» (2019) і «Алхімія душ» (2022).

## Кар'єра

### Роботи
Сестри Хон Чон Ин і Хон Мі Ран спочатку були сценаристами вар'єте. У 2005 році вони зробили свій дебют як сценаристки телевізійних драм, створивши сценарії серіалу «Зухвала дівчина Чхун Хян», яка є сучасним переказом відомої корейської народної казки «Чхунхянджон», у якій Чхун Хян — не пасивна героїня, а свавільна зухвала дівчина. Серіал став величезним хітом не лише в Кореї, а й у всій Азії. Їхній наступний серіал «Моя дівчина» (2005) про зухвалу шахрайку, яка прикидається давно втраченою онукою багатої людини, був не менш успішним. Дві драми фактично зробили молодих акторів Хан Чхе Йон, Че Хі, Лі Да Хе, Лі Джун Гі і Лі Дон Ука — відомими особами на батьківщині та зірками корейської хвилі.
Серія успішних проєктів сестер Хон продовжилася серіалом 2006 року «Дивна пара» (також відомим як «Фантастична пара»), що є ремейком голлівудського фільму 1987 року «За бортом». У ньому знялася Хан Є Силь яка зіграла зарозумілу спадкоємицю з амнезією, яка закохується в різноробочого, якого грає О Чі Хо.
У серіалі «Хон Гільдон» 2008 року сценаристки Хон для образу головного героя взяли за основу вигаданого народного героя Хон Гільдона, Робін Гуда часів Чосон, який крав у багатих і роздавав бідним. Комедійний історичний фюджин-серіал з Кан Джі Хваном і Сон Ю Рі в головних ролях поєднав королівські змови і романтику з неперевершеними трюками, барвистими костюмами, туалетним гумором і анахронічною сучасною музикою. Серіал був популярним в Інтернеті, але отримав середні рейтингом за кількістю переглядів на ТБ. Він також виграв нагороду «Найкращий мінісеріал» на Римському фестивалі фікшну у 2008 році.
Серіал «Ти прекрасний» (2009), в якому знялися Чан Гин Сок і Пак Сін Хє, розповідає про наївну черницю, яка переодягається в образ чоловіка-айдола з південнокорейського бой-бенду. На відміну від ранніх робіт Хонів, серіал не отримав високих рейтингів, але створив культ шанувальників (або «манію» шанувальників) в Інтернеті та серед міжнародних глядачів. Його пан-Азійська популярність була такою, що ремейки були створені в Японії («Ти прекрасний», 2011) і в Республіці Китай («Приголомшливі хлопці», 2013).
У своєму наступному популярному серіалі 2010 року сценаристки Хон вирішили попрацювати з корейською міфологією. У серіалі «Моя дівчина — куміхо» куміхо (що в дослівному перекладі — дев'ятихвоста лисиця) — це не жахлива фатальна жінка з легенди, яка харчується людською печінкою. Натомість вона мила й неосвічена дівчина (роль якої грає Сін Мін А), яка любить їсти яловичину, а каскадер-початківець (Лі Син Ґі) супроводжує її в її прагненні стати людиною.
Їхній наступний серіал 2011 року, «Величне кохання», знову розгортається серед світу розваг, де багато пліток та піклування за свій імідж, у головній ролі Чха Син Вон який зіграв найулюбленішу зірку нації що закохується в колишню поп-співачку (Кон Хьо Джін). Під час трансляції серіал перевищив рейтинги, і він не тільки здобув нагороду на Премії MBC драма 2011 (включаючи нагороду «Автор/авторка року» для сестер Хон), а Хьо Джін також отримала нагороду за найкращу жіночу роль на Премії мистецтв Пексан 2012.
У 2012 вийшов серіал «Великий» з Кон Ю і Лі Мін Чон у головних ролях, в якому 18-річний і 30-річний міняються тілами. Серіал, мабуть, є найменш успішною роботою сестер Хон станом на 2013 рік, йому бракує як рейтингів, так і популярності в Інтернеті.
Сестри Хон возз'єдналися з акторкою Кон Хьо Джін у романтично-комедійному серіалі жахів «Повелитель сонця» (2013), із Со Чі Сопом про жінку, яка бачить привидів.
У 2015 році вони вибрали Ю Йон Сока і Кан Со Ру для участі у серіалі «Теплий та затишний», дія якого відбувається в ресторані на острові Чеджу. Назва є перекладом фрази «Мендорон Ттоттот» (кор. 맨도롱 또똣) з чеджуської мови.
Після завершення роботи над серіалом «Повелитель сонця» у 2014 році у сестер Хон виникло бажання попрацювати над сценарієм до фентезійного серіалу з привидами та монстрами. Коли вони обговорили це з виробничими компаніями та режисерами, то вирішили створити серіал на класичному китайському романі «Подорож на Захід». Таким чином, у 2017 році вийшов серіал «Корейська одіссея» з Лі Син Ґі, Чха Син Вон, О Йон Со, Лі Хон Ґі у головних ролях, який переніс подій роману «Подорож на Захід» у сучасний світ та замінив стать головного персонажа з чоловіка на жінку. 6 березня 2018 спалахнув скандал з плагіатом, де Ттанбьоль (справжнє ім'я — Чон Ин Сок) звинуватила в плагіаті її роботи «Еюґі» (кор. 애유기) при написанні сценарію до серіалу. Однак сестри Хон заперечили звинувачення, зазначивши, що ідею написання твори вони вже мали давно і ніколи не читали робити авторки Ттанбьоль. У серпні 2018 Ттанбьоль подала до суду з приводу плагіату її роботи, однак 15 лютого 2019 року Суд західного району Сеулу постановив, що «„Корейська одіссею“ своєрідном чином висвітлює події і якщо прибрати елементи взяті з роману „Подорож на Захід“, то серіал має мало спільного з „Еюґі“», таким чином суд повністю відкинув звинувачення позивача.
Наступною роботою сестер Хон став фентнзійний серіал «Готель дель Луна», що розповідає про елітного готельєра Ку Чхан Су (Йо Чін Ку), який після доленосного інциденту стає на чолі готелю для привидів, власником, якого є Чан Ман Воль (Лі Чі Ин). За словом сценаристок, ідея для сюжету серіалу походить від їхньої роботи «Моя дівчина — куміхо», де куміхо закохується в звичайного чоловіка і поступово, як вона втрачає хвости, вона має померти, крім того ідея «Готелю» походить від серіалу «Повелитель сонця». Серіал став успішним, отримавши рейтинг фінальної серії 12 % та за даними Good Data Corporation зайняв перше місце як найпопулярніший серіал за останніх вісім тижнів станом на 3 вересня 2019. Крім того, станом на 2022 за серіалом запланована американська адаптація та адаптація у вигляді музичної вистави в Кореї, що мала вийти у 2022 році.
Після завершення роботи над серіалом «Готель дель Луна», сестри Хон разом із режисером Пак Чун Хва готують новий серіал для телеканалу tvN під робочою назвою «Чи може ця людина бути перекладеною?» (кор. 이 사람 통역이 되나요).
У 2022 серіал вийшов «Алхімія душ» з Лі Че Ук, Чон Со Мін та Хван Мін Хьон у головних ролях, який розповідає історію про вигадану країну нації Техо та долю головних героїв, яка викривлена через застосування таємничої магії, що дозволяє переміщати душі людей. Серіал поділений на дві частини, Частина 1 вже вийшла і була показана з червня по серпень, у той же час Частина 2 знімалася восени та планувалася до показу у грудні 2022 протяжністю у 10 серій.

## Фільмографія
| Назва                      | Корейська назва      | Акторський склад                                | Режисер(и)               | Канал | Період трансляція               | Кількість серій | Найвищий рейтинг | Найнижчий рейтинг | Середній рейтинг |
| -------------------------- | -------------------- | ----------------------------------------------- | ------------------------ | ----- | ------------------------------- | --------------- | ---------------- | ----------------- | ---------------- |
| «Зухвала дівчина Чхун Хян» | 쾌걸 춘향            | Хан Чхе Йон, Че Хі, Ом Тхе Ун, Пак Сі Ин        | Чон Кі Сан, Чі Пьон Хьон | KBS2  | 3 січня — 1 березня 2005        | 17              | 31,3 %           | 15,4 %            | 23,8 %           |
| «Моя дівчина»              | 마이걸               | Лі Да Хе, Лі Дон Ук, Лі Джун Гі, Пак Сі Йон     | Чон Кі Сан               | SBS   | 14 грудня 2005 — 2 лютого 2006  | 16              | 24,0 %           | 14,0 %            | 19,4 %           |
| «Дивна пара»               | 환상의 커플          | Хан Є Силь, О Чі Хо, Кім Сон Мін, Пак Хан Бьоль | Кім Сан Хо               | MBC   | 14 жовтня — 3 грудня 2006       | 16              | 21,4 %           | 9,9 %             | 13,6 %           |
| «Хон Гільдон»              | 쾌도 홍길동          | Кан Чі Хван, Сон Ю Рі, Чан Гин Сок              | Лі Чон Соп               | KBS2  | 2 січня — 26 березня 2008       | 24              | 16,9 %           | 8,8 %             | 14,5 %           |
| «Ти прекрасний»            | 미남이시네요         | Пак Сін Хє, Чан Гин Сок, Чон Йон Хва, Лі Хон Ґі | Хон Сон Чхан             | SBS   | 7 жовтня — 26 листопада 2009    | 16              | 10,9 %           | 7,5 %             | 9,2 %            |
| «Моя дівчина — куміхо»     | 내 여자친구는 구미호 | Лі Син Ґі, Сін Мін А, Но Мін У                  | Пу Сон Чхоль             | SBS   | 11 серпня — 30 вересня 2010     | 16              | 19,9 %           | 8,7 %             | 12,6 %           |
| «Величне кохання»          | 최고의 사랑          | Чха Син Вон, Кон Хьо Джін, Юн Кє Сан, Ю Ін На   | Пак Хон Ґюн, Лі Тон Юн   | MBC   | 4 травня — 23 червня 2011       | 16              | 21,0 %           | 8,4 %             | 16,0 %           |
| «Великий»                  | 빅                   | Кон Ю, Лі Мін Чон, Сін Вон Хо, Пе Сюзі          | Чі Пьон Хьон, Кім Сон Юн | KBS2  | 4 червня — 24 липня 2012        | 16              | 11,1 %           | 7,4 %             | 8,5 %            |
| «Повелитель сонця»         | 주군의 태양          | Кон Хьо Джін, Со Чі Соп, Со Ін Гук, Кім Ю Рі    | Чін Хьок                 | SBS   | 7 серпня — 3 жовтня 2013        | 17              | 21,8 %           | 13,6 %            | 17,2 %           |
| «Теплий та затишний»       | 맨도롱 또똣          | Кан Со Ра, Ю Йон Сок, Чон Чін Йон               | Пак Хон Ґюн, Кім Хі Вон  | MBC   | 13 травня — 2 липня 2015        | 16              | 8,8 %            | 5,6 %             | 7,4 %            |
| «Корейська одіссея»        | 화유기               | Лі Син Ґі, Чха Син Вон, О Йон Со, Лі Хон Ґі     | Пак Хон Ґюн              | tvN   | 23 грудня 2017 — 4 березня 2018 | 20              | 6,942 %          | 3,586 %           | 5,415 %          |
| «Готель дель Луна»         | 호텔 델루나          | Лі Чі Ин, Йо Чін Ку                             | О Чхун Хван              | tvN   | 13 липня — 1 вересня 2019       | 16              | 12,001 %         | 7,023 %           | 8,867 %          |
| «Алхімія душ»              | 환혼                 | Лі Че Ук, Чон Со Мін, Хван Мін Хьон             | Пак Чун Хва              | tvN   | 18 червня 2022 — 8 січня 2023   | 30              | 9,651 %          | 4,989 %           | 6,665 %          |

## Нагороди
| Рік  | Нагорода                                          | Категорія                                       | Робота          | Результат | Прим.  |
| ---- | ------------------------------------------------- | ----------------------------------------------- | --------------- | --------- | ------ |
| 2011 | Премія MBC драма                                  | Автор/Авторка року                              | Величне кохання | Перемога  | [ 48 ] |
| 2012 | Премія корейських продюсерів                      | Автор/авторка телесеріалу                       | Н/Д             | Перемога  | [ 49 ] |
| 2012 | Премія корейської популярної культури та мистецтв | Подяка Міністерства культури, спорту та туризму | Н/Д             | Отримали  | [ 50 ] |